# Anthony Quinn
Anthony Quinn (Chihuahua, 21 d'abril de 1915 - Boston, 3 de juny de 2001) fou un actor de cinema mexicà.

## Biografia
Va néixer a Chihuahua, de pare irlandès i mare mexicana, amb el nom d'Antonio Rodolfo Quinn Oaxaca. Segons ell mateix, el seu pare, Francisco Quinn, era mig irlandès i mig mexicà, i havia participat en la Revolució Mexicana. Allí va conèixer la seva futura mare, una descendent d'asteques, que es deia Manuela Oaxaca. Algunes fonts afirmen que el seu veritable nom era Antonio Quiñones o Quintana.
Ben aviat la família se'n va anar a viure a Texas, i posteriorment a Los Angeles, Califòrnia, i visqué la seva primera infantesa a Boyle Heights i a Echo Park, enmig d'una gran pobresa.
La seva mare va seguir seu marit, amb els guerrillers de Pancho Villa, i amb una gran abnegació i sacrifici va fer feines de bugadera en hisendes de Texas i Juárez per mantenir al seu petit Antonio.
Finalment, el 1919, marit i muller es van reunir i es van traslladar a la ciutat de Califòrnia. Antonio, amb cinc anys ja complerts, va començar a treballar com recol·lector de fruites i jornaler. El 1920, els Quinn, per provar millor sort, es van traslladar a Los Angeles. El seu pare feia grans esforços per mantenir la seva família i sortir de la pobresa. Antonio va fer d'enllustrador de sabates i de venedor ambulant de diaris.
Va estudiar a diferents escoles de barri, però a causa de la defunció del seu pare, el 1926, no va acabar els estudis, i es va veure obligat a buscar treballs informals per ajudar la seva família. La pèrdua del pare va marcar profundament Antonio, perquè l'admirava per la seva gran tenacitat. Esperonat per la pobresa i amb un esperit de superació desbordant, Quinn va treballar de peó en una hisenda, de carter, rentant plats, etc.
En aquesta època, era un vailet intel·ligent, rudimentari en les seves maneres, però ja s'havia proposat tirar endavant al preu que fos.

### Adolescència
Quinn començà a interessar-se per l'art i va intentar ser fotògraf d'estrelles de Hollywood. Dibuixava els seus actors i actrius preferits a partir de fotografies de diaris i els enviava els seus treballs per correu. Només rebé resposta de Douglas Fairbanks, i, pel seu esbós, va rebre deu dòlars.
Va intentar guanyar-se la vida imitant estrelles com ara Bing Crosby o Louis Armstrong, i fent de «bufó» en festetes, però no va tenir l'èxit que esperava i es posà a treballar de paleta i de carnisser. Als setze anys, aprofitant la seva complexió i altura (1,88 m), va practicar la boxa professional amb idèntica sort. Va guanyar setze combats, però al dissetè va ser destrossat per un rival millor i es va retirar de l'ofici.
Als disset anys es va casar amb Silvia, una dona més gran que ell que el va introduir en l'estudi de l'art i la filosofia. Anthony Quinn encara era una persona en construcció, i Silvia el va fer anar a classes de dicció per millorar la seva capacitat d'expressió oral i polir les seves maneres rústegues.

### Incursió en el cinema
El 1935 va cursar estudis, especialment de pintura i d'interpretació, al Polytechnic High School, i d'arquitectura amb Frank Lloyd Wright, i obtingué el primer premi per un disseny arquitectònic. Això no obstant, es va sentir atret per la carrera cinematogràfica gràcies al suport de Mae West, l'estrella del moment, que el va avalar com a extra.
Després d'haver entrat en l'ambient teatral, va realitzar el seu debut cinematogràfic als vint-i-un anys, com a extra a la pel·lícula La Via Làctia (1936) i amb un paper petit al film Parole (1936).
Amb Silvia, Quinn va ser pare de quatre fills: Christina, Kathy, Duncan i Valentina. En aquestes dates Quinn es va enamorar de Katherine De Mille, filla del director Cecil B. De Mille. Es van casar el 1937, trencant els seus quatre anys d'unió amb Silvia. Amb tot, el sogre no el va ajudar gaire en la seva carrera, i la seva acceptació com a gendre va ser molt condicionada a causa de la pobresa de Quinn. De fet, no va poder convidar cap familiar o amic a la festa de noces perquè De Mille no hagués de contemporitzar amb persones que no pertanyien al seu encastellat cercle social.

El 1939, va néixer el seu fill Cristopher, que va morir ofegat en un estany a l'edat de quatre anys, fet que va colpejar durament l'incipient actor. Per la seva aparença «multiètnica» i els senyals del pas per la boxa en les seves faccions, va seguir interpretant rols secundaris com a nadiu americà, mafiós italià, gàngster, xinès, àrab, filipí i hispà durant la dècada dels quaranta. Va rodar al voltant de quinze pel·lícules, encasellat en papers de malvat, de membre de l'hampa i personatges de mala reputació. Això va transcendir en la vida real, i l'alta societat de l'època el discriminava i no l'admetia en els seus cercles.
No va aconseguir la nacionalitat estatunidenca fins al 1947, motiu pel qual no va participar en la Segona Guerra Mundial. A la fi de la dècada va tornar al teatre, i obtingué un gran èxit a Broadway, amb l'obra Un tramvia anomenat desig, de Tennessee Williams.
El 1947, obté el seu primer paper estel·lar en el film Black Gold, on personifica un indi americà que es converteix en milionari petrolier. Entre 1949 i 1951 va participar en algunes sèries de televisió, fins que el 1952 tornà al cinema amb ¡Viva Zapata! (1952), del director Elia Kazan, al costat de Marlon Brando, pel·lícula amb la qual va rebre el seu primer Oscar al millor actor secundari, per la seva excel·lent interpretació del paper d'Eufemio Zapata. Fou el primer actor hispà que assolí aquest premi.
Però la seva aparença el va seguir encasellant en papers de mascle o dur, interpretant pirates i aventurers. Una de les principals característiques de Quinn era el fet de robar el protagonisme de l'actor principal des de papers secundaris. El talent innat de Quinn era tan evident en la consistència, senzillesa i credibilitat que cap d'aquests films no va tenir mai mala taquilla.
En aquesta època va fer amistat amb el famós muralista mexicà David Alfaro Siqueiros, que va intentar aconsellar-lo perquè abandonés la carrera, però Quinn, esperonat pel seu passat de pobresa es va obstinar a romandre en els platós.

### L'èxit

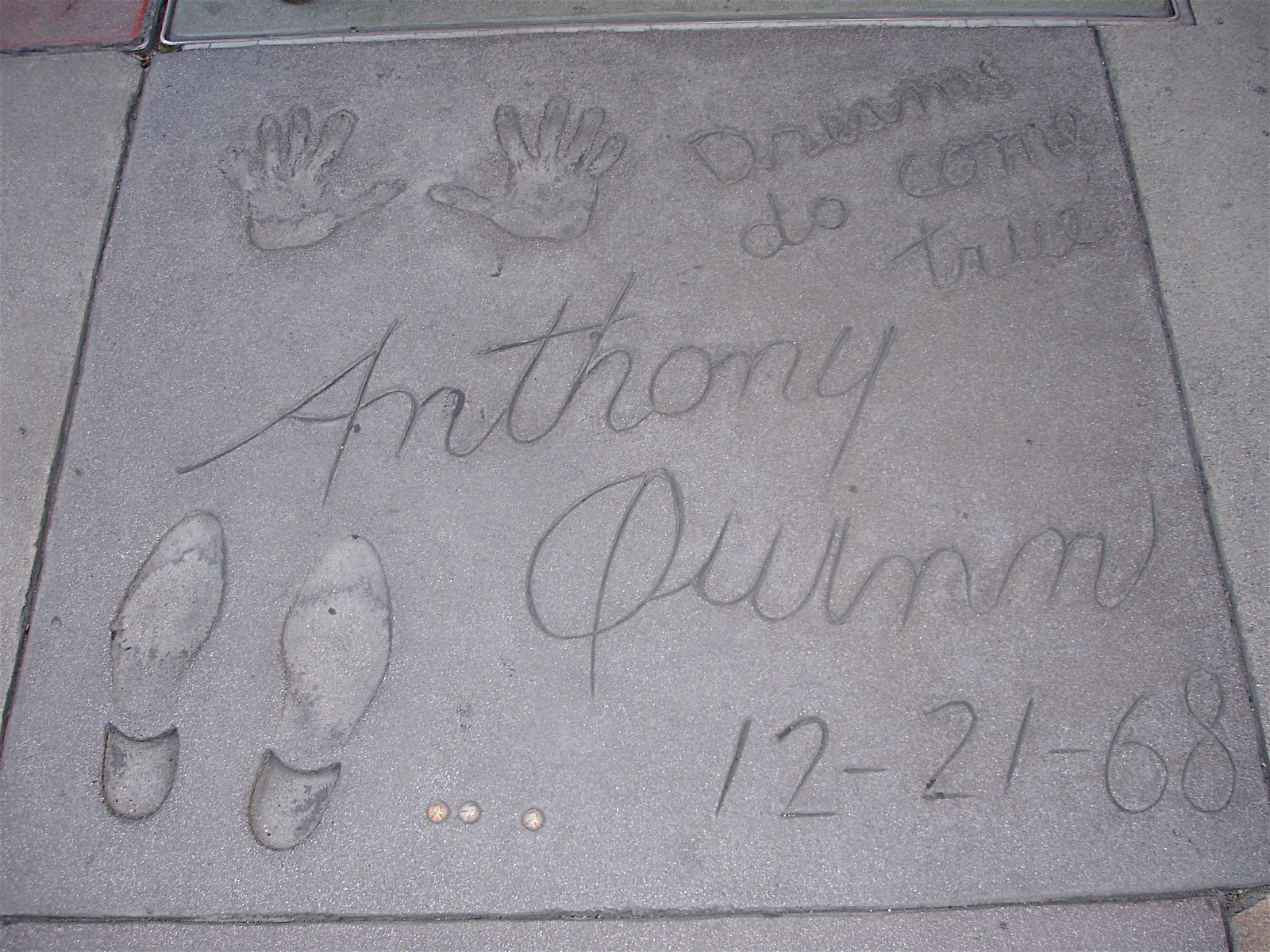
Empremtes dels peus i les mans d'Anthony Quinn a l'exterior del Grauman's Chinese Theatre.

El 1953 va viatjar a Itàlia, on, després de participar en algunes pel·lícules, va obtenir el paper principal a La strada (1954), de Federico Fellini, que va guanyar nombrosos premis internacionals. Amb aquest film, va iniciar una nova faceta interpretativa, marcada pel dramatisme i la intensitat que donava als personatges, sota el guiatge d'importants directors com George Cukor, Martin Ritt, Edward Dmytryk, John Sturges i Nicholas Ray, entre d'altres.
També el pas a la maduresa –el 1955 va complir quaranta anys– va canviar el seu aspecte físic, cosa que el va ajudar a aconseguir papers de caràcter.
El 1957 va rebre el seu segon Oscar com a millor actor de repartiment per la seva interpretació en la pel·lícula Lust for Life, dirigida per Vincente Minnelli i George Cukor, sobre la vida de Vincent Van Gogh. Cal remarcar que en la pel·lícula Quinn només apareix vuit minuts, interpretant el personatge del pintor Paul Gauguin. El paper principal anà a càrrec de Kirk Douglas, amb qui havia col·laborat el 1955 en el film Ulisses, i el 1959 ho faria en L'últim tren de Gun Hill.
El 1956 va fer una notable interpretació de Quasimodo en la pel·lícula El geperut de Nôtre Dame. El 1958 va dirigir una nova versió de la pel·lícula El Bucaner (The Buccaneer), en la primera versió de la qual, el 1938, havia participat en un paper secundari. Aquesta segona versió seria la seva única incursió en el món de la direcció. Al començament de la dècada dels seixanta, i dintre del corrent de Hollywood de cinema històric i èpic, va interpretar papers destacats en les pel·lícules Els canons de Navarone, Barrabàs, basada en la novel·la de Pär Lagerkvist, i Lawrence d'Aràbia.
El 1962, el seu matrimoni amb Katherine De Mille estava molt deteriorat, i, mentre rodava Barrabàs, es va enamorar de Iolanda Addolari, una ajudant de vestuari. El 1965 es va divorciar de deMille i es va casar amb Addolari. El 1964 realitzà el paper que marcaria la resta de la seva vida: el vell Alexis Zorba en Alexis Zorbas (1964), del director xipriota Michael Cacoyannis, pel qual va ser nominat a l'Oscar com a millor actor principal. La música del film va ser composta per Mikis Theodorakis. Quinn va participar-hi a més com a coproductor.
A final de la dècada dels seixanta, va fer interpretacions memorables en les pel·lícules L'Hora 25, La batalla de Sant Sebastià, Les sandàlies del pescador i El secret de Santa Vittoria, film en el qual va lluir els seus millors dots interpretatius al costat d'Anna Magnani. Aquesta fou, sens dubte, la millor etapa de la seva carrera.
En les següents dècades va tornar a ser encasellat en certs tipus de papers, aquesta vegada basats en els seus anteriors films. No obstant això, en la pel·lícula Els amics o El sord Smith i el seu amic Orelles (1973), del gènere spaghetti western, al costat de l'actor italià Franco Nero, va interpretar un sordmut molt convincent.

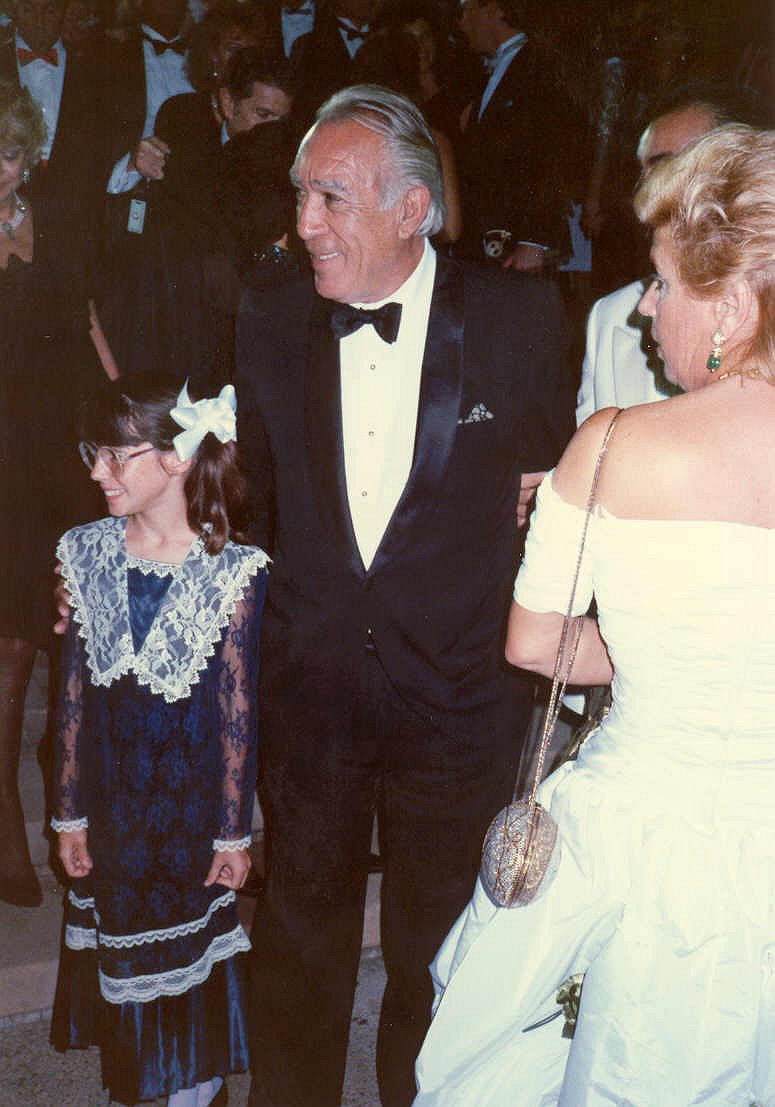
Anthony Quinn en l'entrega dels Premis Primetime Emmy de 1988.

Del matrimoni amb Addolari van néixer tres fills: Francesco, Lorenzo i Daniele. En la dècada dels vuitanta va participar en una desena de pel·lícules, sense gaire notorietat, llevat d'El lleó del desert, en la qual interpreta magistralment el líder libi Omar Mukhtar. El 1982 intervingué en la pel·lícula espanyola Valentina, d'Antonio José Betancor, al costat de Jorge Sanz, en la qual es pot sentir la seva veu autèntica.
En la dècada dels noranta va actuar a la televisió, en la sèrie Hercules: The Legendary Journeys, i va començar a fer petits papers en diversos films per reforçar-ne la publicitat. Va actuar també en una nova versió per a la televisió d'El vell i la mar (1990), la famosa novel·la d'Ernest Hemingway, al costat del seu fill Francesco. Aquest mateix any apareix amb els actors Kevin Costner i Madeleine Stowe en el film Revenja (Revenge), on interpreta magistralment un marit enganyat.
El 1997, trenca el matrimoni amb Addolari i es casa amb la seva secretària, Kathy Benvin. El 1999 va actuar en el film brasiler Oriundi, al costat del seu fill Lorenzo, participant-hi a més com a coproductor. El seu últim paper va ser el d'un cap mafiós en la pel·lícula Venjant Angelo (2002), al costat de Sylvester Stallone.
Anthony Quinn va ser un gran actor, amb un talent innat, que va realitzar nombroses pel·lícules al llarg de la seva carrera. Com a actor secundari solia eclipsar l'actor principal, robant-li la pantalla. Va ser qualificat com un actoràs.

### Altres facetes artístiques
Anthony Quinn conreà també la pintura, l'escultura en bronze i marbre, i el disseny de joies. Les seves obres són molt valorades i guanyà força diners en les seves exposicions.
També cal esmentar la seva participació com a cantant en les versions enregistrades de les representacions teatrals de Alexis Zorbas, conjuntament amb Lila Kedrova, i una gravació titulada Life Itself Will Let You Know, un diàleg amb un nen, amb un fons musical d'harmònica de Jean Toots Thieleman.

### Els seus darrers anys
Als sis fills dels seus tres matrimonis, cal sumar-hi els set que va tenir amb tres altres companyes. Un total de tretze fills. El seu fill Lorenzo Quinn va heretar el seu talent com a escultor i viu a Barcelona, ciutat que l'actor visitava sovint, ja que li agradava molt.
El gener de 1982, la casa on va viure la seva infantesa va ser transformada en la Biblioteca Anthony Quinn. L'actor donà prop de tres mil objectes: fotografies, guions, esbossos i esborranys relacionats amb la seva vida. L'any 2000 l'ex-miss món xilena Cecilia Bolocco li va fer una de les seves darreres entrevistes.
Anthony Quinn va morir a Boston el 2001, als vuitanta-sis anys, com a conseqüència d'una greu pneumònia.

## Filmografia
| - Night Waitress (1936) - La Via Làctia (The Milky Way) (1936) - Parole (1936) - Sworn Enemy (1936) - The Plainsman (1936) - Swing High, Swing Low (1937) - Waikiki Wedding (1937) - Under Strange Flags (1937) - The Last Train from Madrid (1937) - Partners in Crime (1937) - Daughter of Shanghai (1937) - El Bucaner (The Buccaneer) (1938) - Dangerous to Know (1938) - Tip-Off Girls (1938) - Hunted Men (1938) - Bulldog Drummond in Africa (1938) - King of Alcatraz (1938) - King of Chinatown (1939) - Union Pacific (1939) - Island of Lost Men (1939) - Television Spy (1939) - Emergency Squad (1940) - Parole Fixer (1940) - Road to Singapore (1940) - The Ghost Breakers (1940) - City for Conquest (1940) - The Texas Rangers Ride Again (1940) - Knockout (1941) - Thieves Fall Out (1941) - Blood and Sand (1941) - Bullets for O'Hara (1941) - Van morir amb les botes posades (They Died with Their Boots On) (1941) - The Perfect Snob (1941) - Larceny, Inc. (1942) - Road to Morocco (1942) - The Black Swan (1942) - The Ox-Bow Incident (1943) - Guadalcanal Diary (1943) - Buffalo Bill (1944) - Ladies of Washington (1944) - Roger Touhy, Gangster (1944) - Irish Eyes Are Smiling (1944) - El cel de la Xina (China Sky) (1945) - Where Do We Go from Here? (1945) - La patrulla del coronel Jackson (Back to Bataan) (1945) - Califòrnia (1946) - Simbad, el mariner (Sinbad the Sailor) (1947) - The Imperfect Lady (1947) - Black Gold (1947) - Homes de presa (1947) | - The Brave Bulls (1951) - Mask of the Avenger (1951) - Viva Zapata! (1952) - The Brigand (1952) - The World in His Arms (1952) - Against All Flags (1952) - Funniest Show on Earth (1953) - Cavalleria rusticana (1953) - City Beneath the Sea (1953) - Seminole (1953) - Ride, Vaquero! (1953) - East of Sumatra (1953) - Blowing Wild (1953) - Angels of Darkness (1954) - The Long Wait (1954) - La strada (1954) - Ulysses (1954) - Àtila, home o dimoni (1954) - Santos, el magnífic (1955) - The Naked Street (1955) - Seven Cities Of Gold (1955) - Van Gogh, la passió de viure (1956) - Man from Del Rio (1956) - Nostra Senyora de París (1956) - The Wild Party (1956) - The River's Edge (1957) - The Ride Back (1957) - Wild Is the Wind (1957) - Hot Spell (1958) - The Black Orchid (1958) - Warlock (1959) - L'últim tren de Gun Hill (1959) - El pistoler de Cheyenne (1960) - The Savage Innocents (1960) - Portrait in Black (1960) - Els canons de Navarone (The Guns of Navarone) (1961) - Barabbas (1961) - Requiem for a Heavyweight (1962) - Lawrence d'Aràbia (1962) - The Visit (1964) - Behold a Pale Horse (1964) - Zorba the Greek (1964) - Vent a les veles (A High Wind in Jamaica) (1965) - Marco the Magnificent (1965) - Comandament perdut (Lost Command) (1966) - The Rover (1967) - L'hora 25 (1967) - Guns for San Sebastian (1967) - L'aventurer (L'avventurero) (1967) - L'esdeveniment (The Happening) (1967) | - Les sandàlies del pescador (The Shoes of the Fisherman) (1968) - The Magus (1968) - El secret de Santa Vittoria (The Secret of Santa Vittoria) (1969) - A Dream of Kings (1969) - A Walk in the Spring Rain (1970) - R.P.M. (1970) - Flap (1970) - Deaf Smith & Johnny Ears (1972) - Carlos Arruza (1972) (documental) (narrador) - A l'altra banda del carrer 110 (Across 110th Street) (1972) - The Don Is Dead (1973) - El contracte de Marsella (The Marseille Contract) (1974) - Target of an Assassin (1976) - The Con Artists (1976) - L'herència Ferramonti (1976) - Mohammad, Messenger of God (1976) - Jesus of Nazareth (1977 televisió) - The Greek Tycoon (1978) - Caravans (1978) - The Children of Sanchez (1978) - Pas perillós (The Passage) (1979) - 'La salamandra (The Salamander) (1981) - Crosscurrent (1981) - Lion of the Desert (1981) - High Risk (1981) - Regina Roma (1982) - Valentina (1982) - L'isola del tesoro (1987) - Stradivari (1989) - Passió d'home (1989) - Ghosts Can't Do It (1990) - Revenge (1990) - A Star for Two (1991) - Only the Lonely (1991) - Jungle Fever (1991) - Mobsters (1991) - Last Action Hero (1993) - Somebody to Love (1994) - A Walk in the Clouds (1995) - Gotti (1995) - The Mayor (1996) - Seven Servants (1996) - Land Guns (1999) - Oriundi (1999) - Terra de canons (2000) - From Russia to Hollywood: The 100-Year Odyssey of Chekhov and Shdanoff (2002) (documental) - El protector (Avenging Angelo) (2002) |

### Paper curts
- Van Gogh: Darkness Into Light (1956)
- San Sebastian 1746 el 1968 (1968)
- The Voice of La Raza (1972) (narrador)
- The Assassination of Julius Caesar (1972)

## Premis i nominacions
| Any  | Pel·lícula                   | Paper          | Notes |
| ---- | ---------------------------- | -------------- | --- |
| 1952 | Viva Zapata!                 | Eufemio Zapata | Oscar al millor actor secundari                                                                                   |
| 1956 | Van Gogh, la passió de viure | Paul Gauguin   | Oscar al millor actor secundari Nominada — Globus d'Or al millor actor secundari                                  |
| 1957 | Wild Is the Wind             | Gino           | Nominada — Oscar al millor actor                                                                                  |
| 1964 | Zorba the Greek              | Alexis Zorba   | Nominada — Oscar al millor actor Nominada — BAFTA al millor actor Nominada — Globus d'Or al millor actor dramàtic |